# 埃伦弗里德·帕策尔
埃伦弗里德·帕策尔（捷克語：Ehrenfried Patzel，1914年12月2日—2004年3月8日），捷克斯洛伐克男子足球运动员，司职守门员。他曾代表捷克斯洛伐克国家队参加1934年国际足联世界杯，获得亚军。